# Clavija lancifolia
Clavija lancifolia là một loài thực vật có hoa trong họ Anh thảo. Loài này được Desf. mô tả khoa học đầu tiên năm 1832.